# Muzeum Nauki Nemo w Amsterdamie
Muzeum Nauki Nemo (ang. NEMO Science Museum) – centrum nauki w Amsterdamie w Holandii. Muzeum Nauki Nemo jest największym centrum nauki w Holandii.
Muzeum rocznie ma około 670 000 zwiedzających, co czyni go ósmym najczęściej odwiedzanym muzeum w Holandii.

## Historia
Początki muzeum sięgają 1923 roku, a od 1997 roku mieści się ono w budynku zaprojektowanym przez Renzo Piano.

## Opis
Cały budynek składa się z czterech pięter i tarasu na dachu. Muzeum Nauki Nemo to największe centrum nauki w Holandii i piąte muzeum w Holandii pod względem popularności.

## Galeria

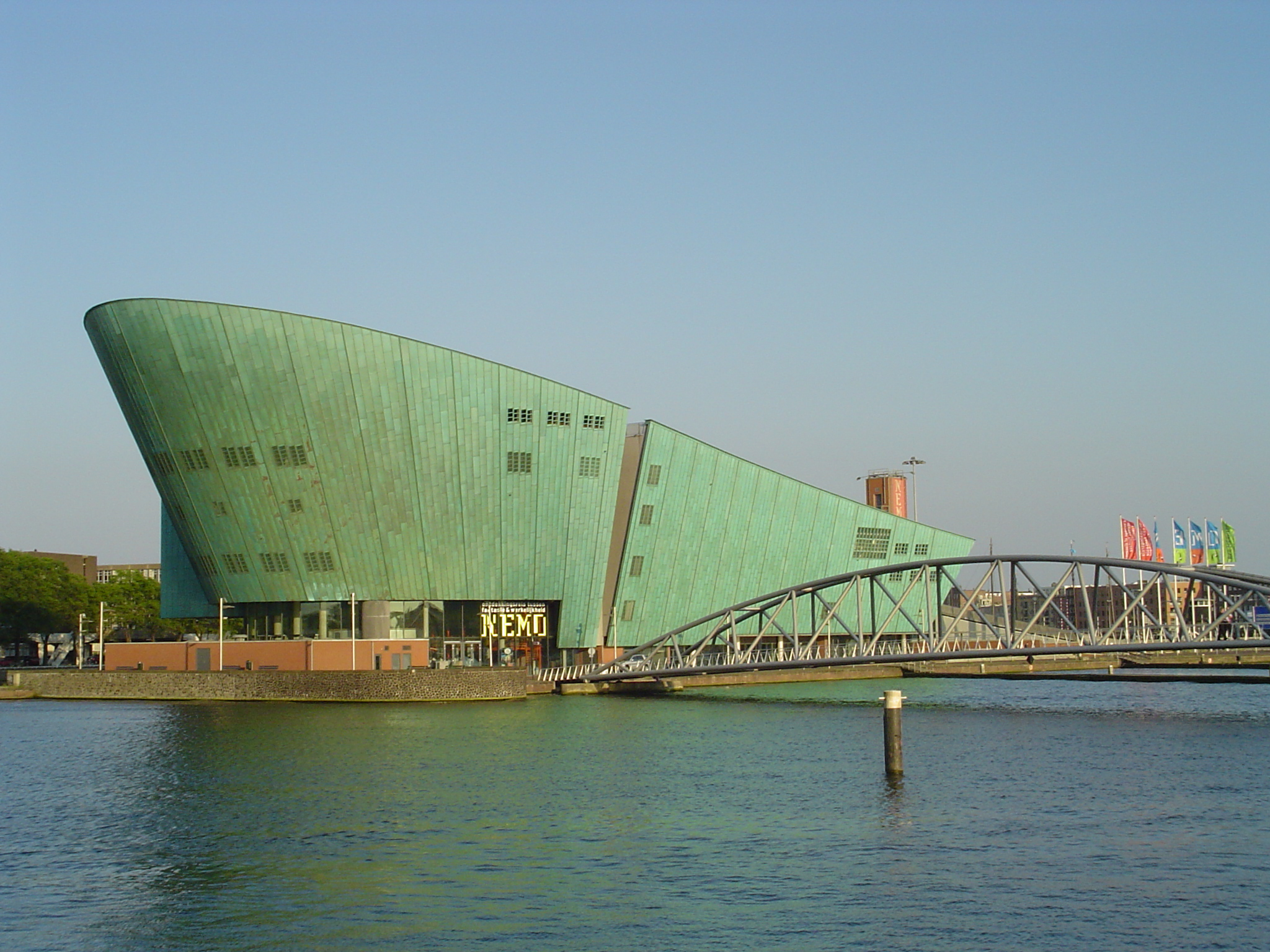
Budynek Muzeum Nauki Nemo zaprojektowany przez Renzo Piano
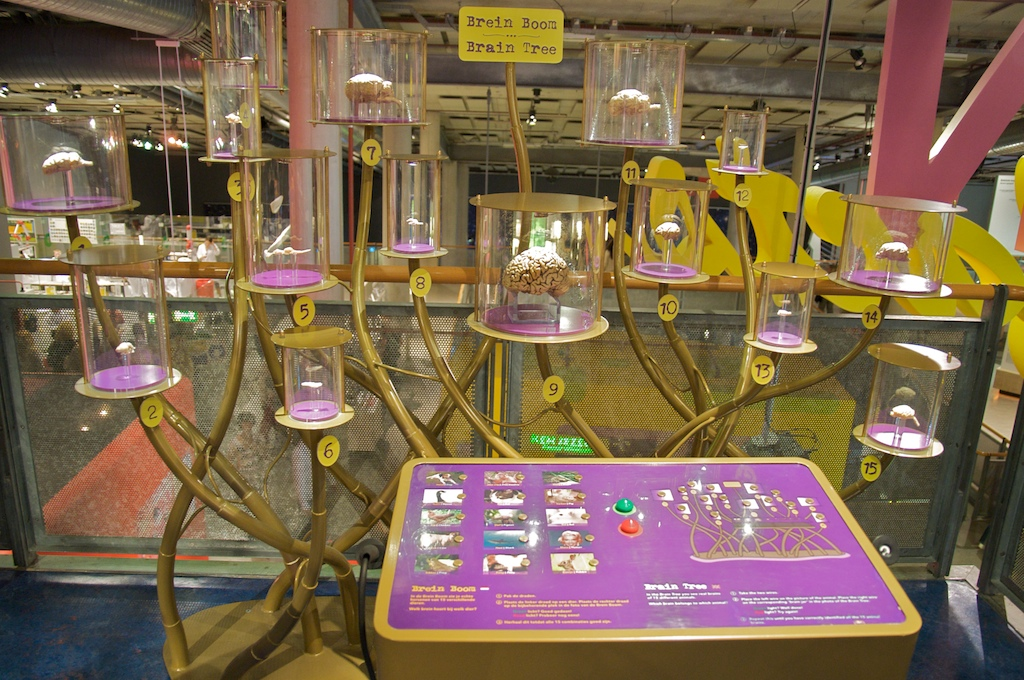
Wystawa o mózgach zwierząt
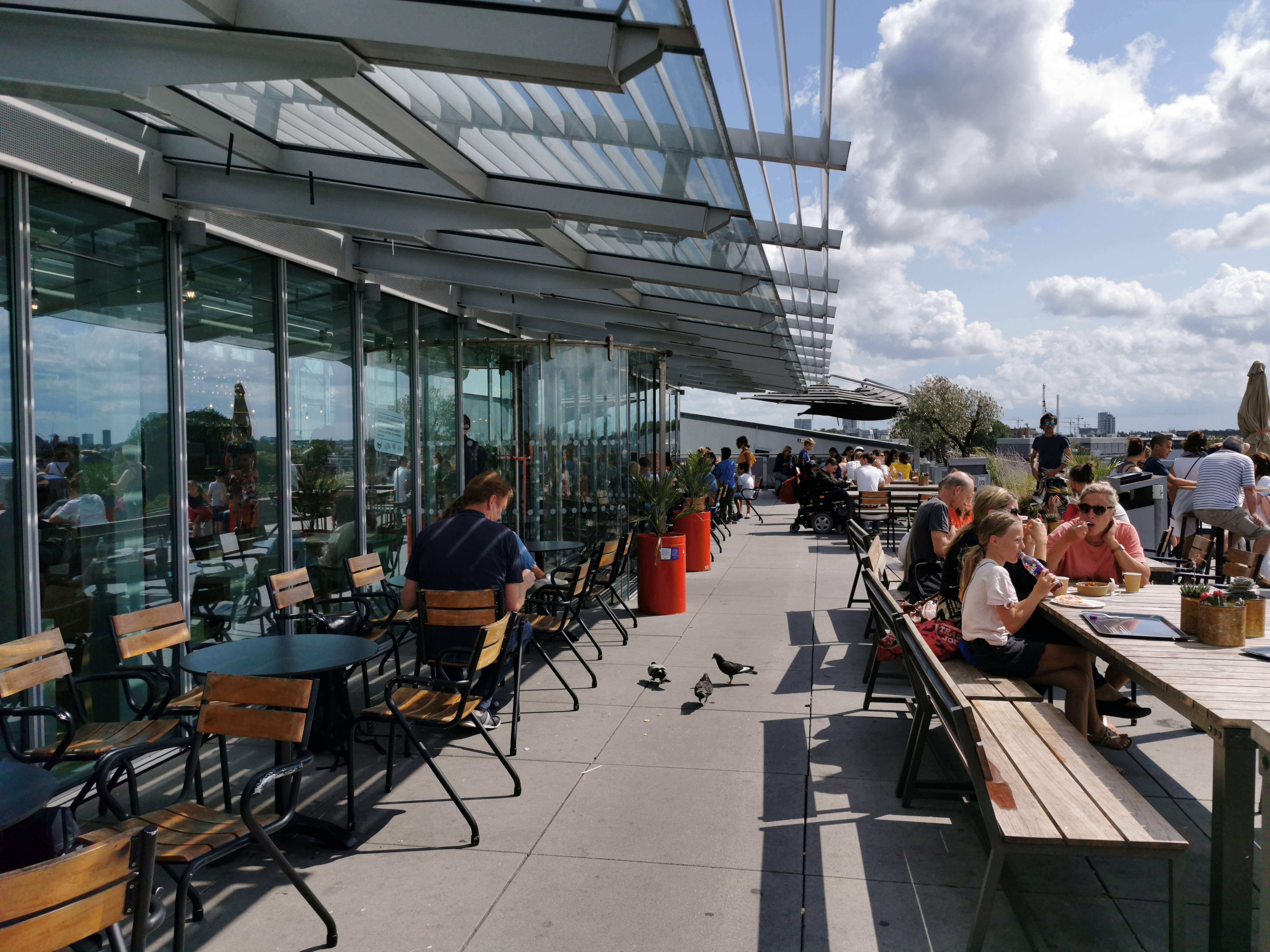
Punkt gastronomiczny